# Allikalahe
Allikalahe is een plaats in de Estlandse gemeente Saaremaa, provincie Saaremaa. De plaats heeft de status van dorp (Estisch: küla).
Tot in oktober 2017 lag Allikalahe in de gemeente Laimjala en heette het Laheküla. In die maand werd Laimjala bij de fusiegemeente Saaremaa gevoegd. In de nieuwe gemeente kwamen maar liefst vier dorpen met de naam Laheküla te liggen. Twee werden omgedoopt (in Allikalahe en Tirbi), een werd bij een buurdorp gevoegd en de vierde bleef Laheküla heten.

## Bevolking
Het dorp had 7 inwoners op 31 december 2011 en 6 inwoners op 31 december 2021.

## Ligging
De plaats ligt in een moerasgebied. Ten zuiden van het dorp, op de grens met Saareküla, ligt het kunstwerk Blesta kivi, dat geïnspireerd is door Stonehenge. Het bestaat uit een altaar binnen een ring van stenen en is opgedragen aan de fictieve godheid Blesta, ‘godin van het noorden’.

## Geschiedenis
Allikalahe, toen nog Laheküla, ontstond omstreeks 1939 als afsplitsing van het dorp Kingli. In 1945 werd de plaats onder de naam Lahe vermeld in de lijst van dorpen. In 1977 werd Laheküla weer een deel van Kingli en in 1997 opnieuw een zelfstandig dorp.

## Foto's

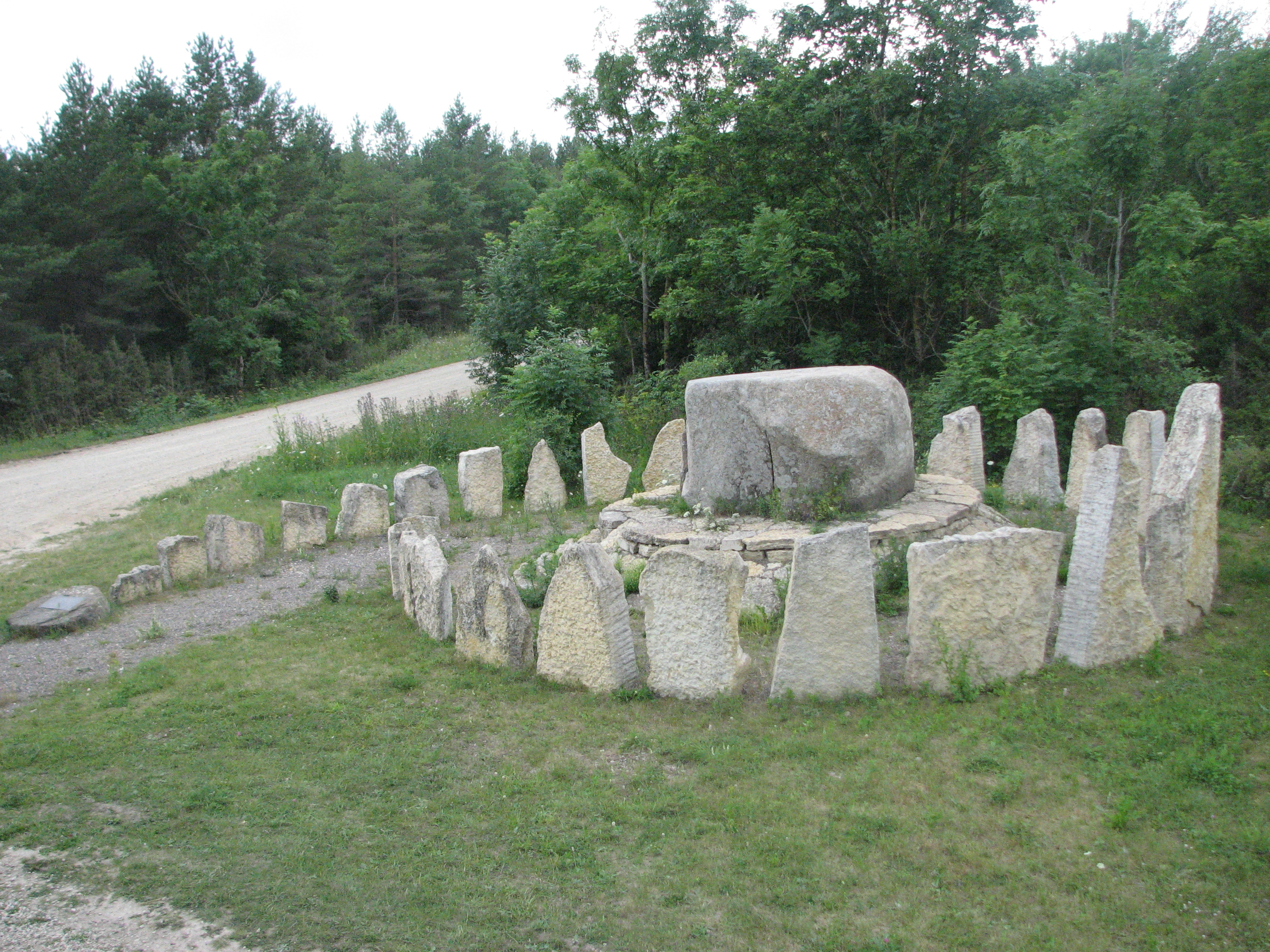
Blesta kivi
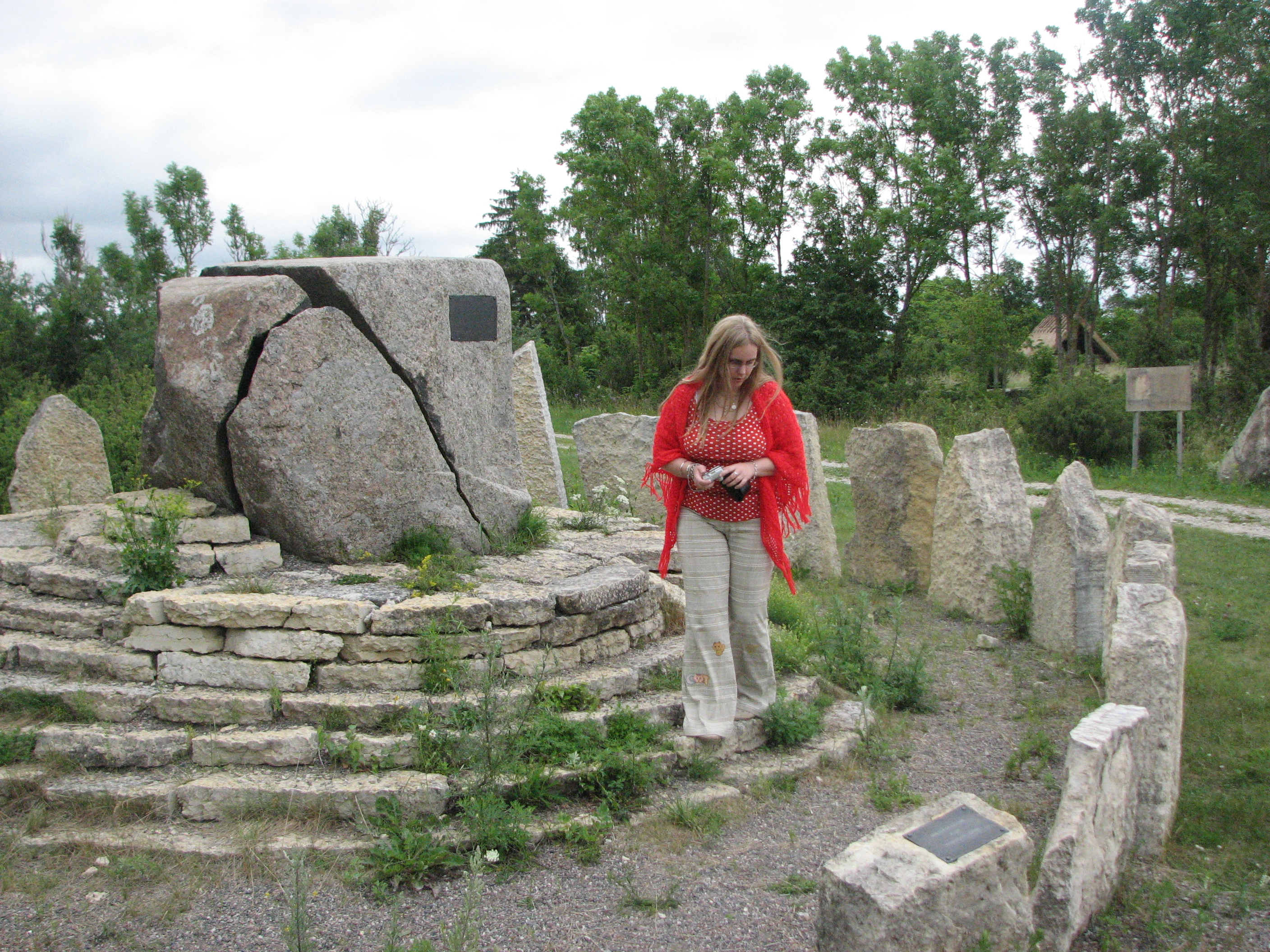
Blesta kivi
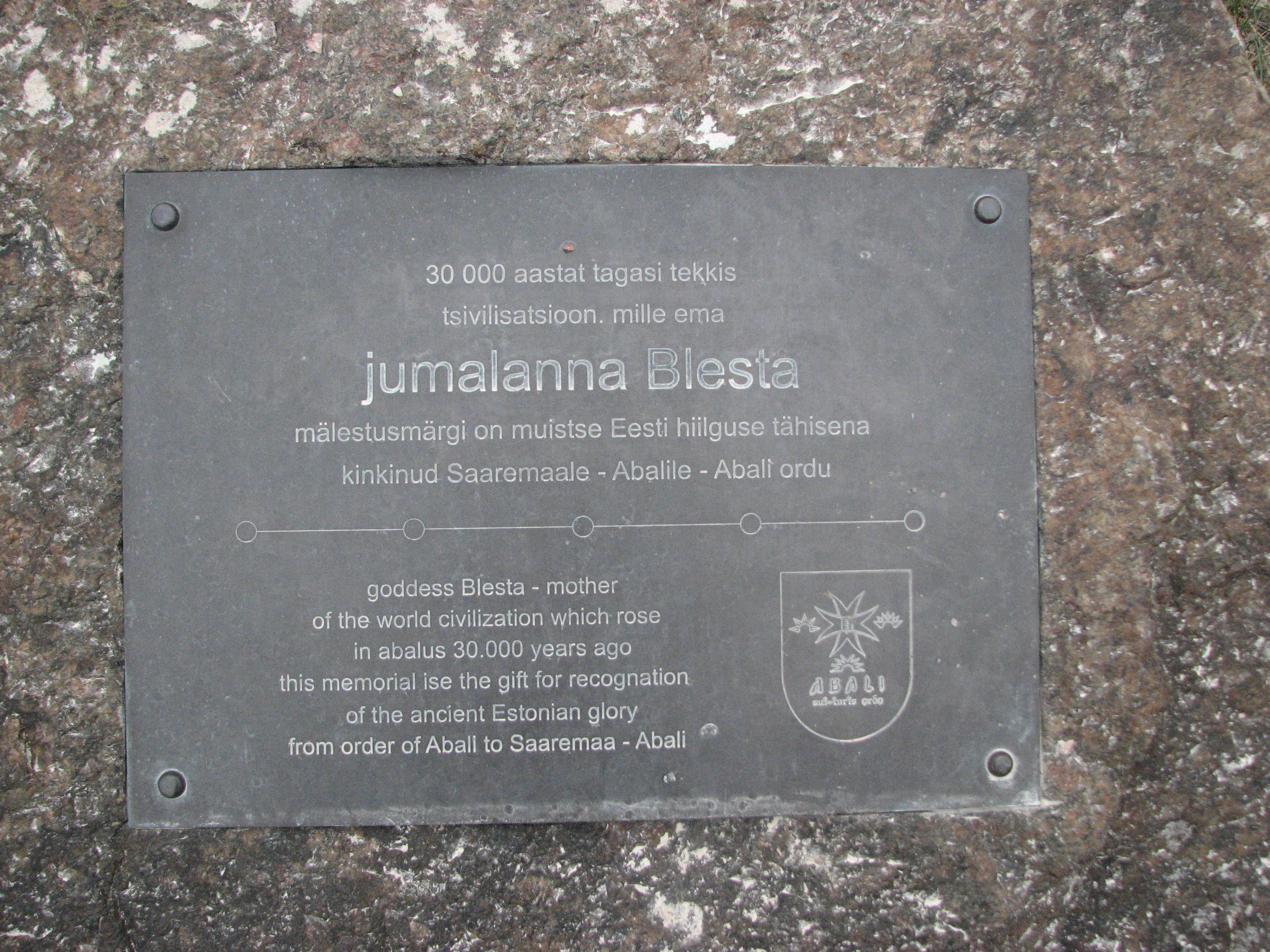
Toelichting bij het kunstwerk